# Marcel Roels
Pour les articles homonymes, voir Roels.
Marcel Roels pour l'état-civil Marcel Oscar François Roels est un acteur belge né le 12 janvier 1894 à Merksem, dans la banlieue d'Anvers et décédé à Bruxelles le 27 décembre 1973. Il est célèbre pour avoir interprété en 1938 le rôle de Monsieur Coppenolle dans Bossemans et Coppenolle, la pièce de Joris d'Hanswyck et Paul Van Stalle, adaptée au cinéma par le réalisateur Gaston Schoukens, qui sert encore de référence bruxelloise.

## Biographie
Il commence sa carrière au cinéma en 1921 avec deux petits rôles dans des productions patriotiques d'Armand Du Plessy produites par Hippolyte De Kempeneer (La Libre Belgique et Âme belge). Il jouera jusqu'en 1958 dans quelques films populaires de Gaston Schoukens. En 1949, il joue dans La Maudite de Norbert Benoit et Marcel Jauniaux, supervisé par Emile-Georges De Meyst. Et en 1954 dans le dernier et unique film sonore de Paul Flon Fête de quartier.
En 1930, alors que René Leclère pionnier du cinéma luxembourgeois habite à Bruxelles, il tourne un film de fiction, intitulé Un clown dans la rue, où Marcel Roels  interprète le rôle principal du clown avec Micky Damrémont. Ce film met en scène « la pathétique histoire d'un pitre amoureux.».
Son dernier film recensé est Expo en avant ! de 1958, une comédie de Gaston Schoukens où il interprète le rôle de l'homme au marteau.
Divorcé de Roussely en 1914, il aura une longue liaison avec l'actrice Germaine Broka (1902-1996) et a avec elle un fils William (né le 20 juin 1914) qui devient à son tour comédien, chanteur, et régisseur à l’Institut national de radiodiffusion (INR), l'ancêtre de la RTBF. Celui-ci épouse une modiste en premières noces suivies d'un divorce très rapide.
Marcel Roels meurt le 27 décembre 1973 d'une congestion cérébrale.
La réalisatrice Chris Vermorcken réalise un documentaire de création coproduit par la RTBF-Liège intitulé Vers des rêves impossibles un récit écrit à la première personne du singulier traçant à travers la petite fille du comédien : Danièle Roels, dresse ainsi un portrait intimiste de la famille Roels

## Filmographie
- La Libre Belgique (1921)
- Âme belge (1921), chef de section/Mystérieux Anonyme
- Le mouton noir (1922), Alexis Bartelens
- Le masque du génie (1923)
- 1925 : La Forêt qui tue
- Un clown dans la rue (1930), le clown
- En avant la musique (1935), un film de Gaston Schoukens
- Prince d'une nuit (1936), Jean Dastières
- J'ai gagné un million (1936), jeune homme
- Bossemans et Coppenolle (1938), Coppenolle
- Zig-zag (1939)
- La Maudite (1949), le vannier
- Fête de quartier (1954), Sosthène
- L'amour est quelque part... en Belgique (1955), le docteur (aussi dialoguiste)
- Un soir de joie (1955), Arthur, dit le Fou
- La Belote de Ture Bloemkuul (1956), Arthuur Bloemkuul
- Expo en avant! (1958), homme au marteau